# کلارک گلایمور
کلارک ان. گلایمور (انگلیسی: Clark Glymour؛ زادهٔ ۱۹۴۲) فیلسوف اهل ایالات متحده آمریکا است. گلایمور مدرک کارشناسی خود را در رشته شیمی و فلسفه در دانشگاه نیومکزیکو دریافت کرد. او فارغ‌التحصیل فیزیک شیمی بود و نیز در تاریخ و فلسفه علم از دانشگاه ایندیانا بلومینگتون در سال ۱۹۶۹ دکترا گرفت.
وی همچنین برندهٔ جوایزی همچون کمک‌هزینه گوگنهایم شده است.